# Votul meu
Votul meu este un film românesc din 2011 regizat de Monica Lăzurean-Gorgan, Andrei Gorgan.